# عصير التوت
عصير التوت (بالإنجليزية: Raspberry juice) هو عصير فاكهة ينتج من ثمار نبات التوت المنتشر في جميع أنحاء العالم، يمكن تحضير عصير التوت الطبيعي بمفرده أو كجزء من مشروب مختلط مع عصير الفاكهة مثل الموز والفراولة والمانجو، أو يُضاف إلى سوائل أخرى مثل عصير البرتقال.

## الوصف
يمكن أيضًا استخدام عصير التوت الأحمر في صنع العصائر، وعادةً ما تُضاف إليه أنواع أخرى من التوت، مثل التوت الأزرق والأبيض.

## الاستخدام
يستخدم عصير التوت بالإضافة إلى كونه مشروب صحي ومفيد أيضاً في صناعة المربى والحلويات والفطائر والكعك والمعلبات وغيرها، عرف منذ القدم بأهميته الصحية الكبيرة وفوائده الغذائية المتعددة.

## أنواعه

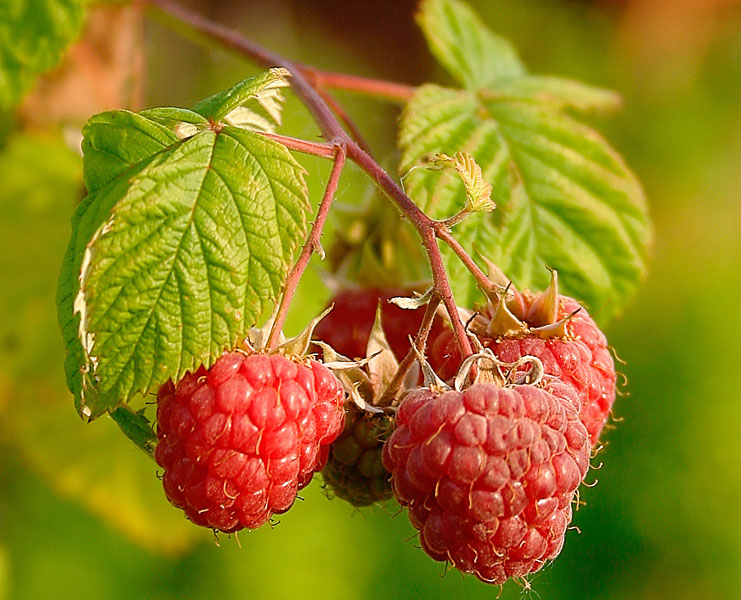
ثمار التوت

يختلف في أنواعه وألوانه فهناك التوت الأزرق والتوت الأحمر والتوت الأخضر والتوت الأرجواني والأبيض.

## فوائد عصير التوت
يحتوي على نسبة عالية من الفيتامينات ومضادات الأكسدة والألياف والمعادن الهامة، مثل فيتامين ج، البوليفينول، الكبريت، الفوسفور، البوتاسيوم، النحاس، الحديد، وغيرها.
عصير التوت الأحمر يساعد في الوقاية من التهابات الجسم وتحسين الهضم، ويقلل من خطر الإصابة بالأمراض المزمنة، وخاصة مرض السكري، وارتفاع ضغط الدم وأمراض القلب، والسمنة.